# Pantografo (grafica)

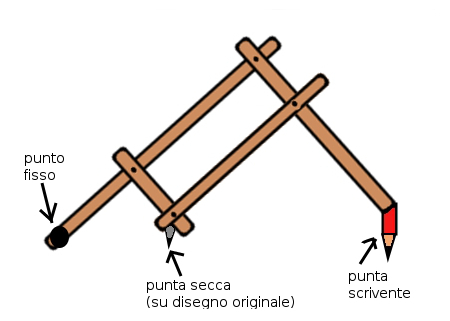
Schema di pantografo per ingrandire disegni. Invertendo punta secca (puntatore) e punta scrivente (tracciatore) il pantografo diventa adatto a rimpicciolire i disegni.

Il pantografo è uno strumento che permette di riprodurre disegni in scala diversa, sia rimpiccioliti che ingranditi, a partire da un disegno o da una sagoma (solitamente in legno). Viene usato anche in lavorazioni meccaniche, ad esempio per l'incisione del numero progressivo di matricola su manufatti in metallo.

Pantografo per ingrandire disegni: la figura rossa viene tracciata e ingrandita.

Il nome deriva dal greco: è l'unione delle parole pantòs (tutto) e gràphein (disegnare, scrivere). Il pantografo serve a disegnare figure omotetiche all'originale.
Questo strumento, conosciuto fin dal XVII secolo, funziona attraverso quattro aste unite tramite cerniere a formare un parallelogramma. Le cerniere sono regolabili in rapporto alla scala di riproduzione che si vuole utilizzare. Presenta inoltre tre punte, che - per consentire allo strumento di funzionare correttamente - devono essere allineate. La prima punta deve essere fissata stabilmente al piano del tavolo da disegno e costituisce un punto fisso. Le altre due sono invece mobili: la prima è definita punta secca - o puntatore - e segue il contorno del disegno originale, la seconda è definita punta scrivente o fresante - detta anche tracciatore - che traccia la riproduzione ingrandita o rimpicciolita sul foglio da disegno o sulla superficie da incidere.